# Manolis Roubakis
Manolis Roubakis, född 6 januari 1979 i Heraklion på Kreta i Grekland, är en grekisk före detta fotbollsspelare.
Manolis har under karriären spelat i bland annat Panathinaikos FC och OFI Kreta.